# Stoenești (gmina w okręgu Aluta)
Stoenești – gmina w Rumunii, w okręgu Aluta. Obejmuje tylko jedną miejscowość Stoenești. W 2011 roku liczyła 2422 mieszkańców.